# Старинный водевиль
«Старинный водевиль» — советский музыкальный фильм, премьера которого состоялась 1 июля 1947, советская киноадаптация популярного водевиля XIX века «Аз и ферт, или Свадьба с вензелями» (1849), написанного Павлом Фёдоровым (1803—1879), начальником репертуарной части императорских театров Санкт-Петербурга.

## Сюжет
После победы над Наполеоном Москву наполняет множество военных, в том числе гусаров, в полку которых наблюдается повальное поветрие жениться. К главному герою Антону Фадееву в толпе подходит пожилой мужчина, который рассказывает о том, что его дочери Любочке покойной тётушкой завещано огромное состояние в случае, если она до 18-летия выйдет замуж за человека, чьи инициалы «Аз» и «Ферт» (поскольку в своё время она была влюблена в человека с такими вензелями — Аристарха Фырсикова, и изукрасила ими множество своих вещей, предназначенных в приданое). До дня рождения же осталось трое суток.
Но гусар отмахивается от него, потому что его сердце задето юной барышней, которая во время отступления от Бородино назвала его трусом. По нечаянному совпадению он останавливается на постой рядом с тем домом, куда его заманивают, и там он находит свою зазнобу. Хозяйка его дома, Евпраксия Аристарховна Фырсикова, старая дева, которой гусар весьма пришёлся по вкусу, всеми силами пытается воспрепятствовать счастью влюблённых.

## В ролях
- Максим Штраух — Иван Андреевич Мордашёв, московский житель
- Елена Швецова — Любушка, дочь Мордашёва
- Анна Лисянская — Акулька (Акулина Ивановна), горничная Любушки
- Николай Гриценко — Антон Петрович Фадеев, гусар[1]
- Сергей Столяров — Фаддей Иванович, денщик
- Александра Панова — Евпраксия Аристарховна Фырсикова, богатая девица в летах
- Анна Павлова — тётушка Евпраксии
- Варвара Рябцева — тётушка Евпраксии
- Людмила Семёнова — старшая тётушка Евпраксии
- Н. Сокол — тётушка Евпраксии
- Аркадий Цинман — Август Фиш, кредитор Евпраксии (нет в титрах)

## Съёмочная группа
- Художники-постановщики: Абрам Фрейдин, Евгений Свидетелев, Михаил Самородский, Евгений Куманьков, Ольга Кручинина.
- Звукорежиссёр: Василий Костельцев.
- Монтаж: Татьяна Зинчук.

## Музыка
Композитор: Сергей Потоцкий, текст песен: Дмитрий Флянгольц
- Марш русских войск
- Песня Любушки (Злой огонь бушевал, под Москвой враг стоял…)
- Песня денщика (Барин со мною…)
- Песня Фадеева и Любушки (Я помню как в твоих глазах горела гневная слеза…)
- Романс «Иностранка» на стихи Хомякова. Исполняет Фадеев.
- Песня Любушки (Не о нём я в мечтах, не о нём я в слезах…)
- Карнавальная песня
- Песня Фадеева и Любушки (Сгорел давно мой дом родной…)
- Свадебная песня